# Étables-sur-Mer
Étables-sur-Mer är en kommun i departementet Côtes-d'Armor i regionen Bretagne i nordvästra Frankrike. Kommunen ligger i kantonen Étables-sur-Mer som tillhör arrondissementet Saint-Brieuc. År 2018 hade Étables-sur-Mer 3 180 invånare.

## Befolkningsutveckling
Antalet invånare i kommunen Étables-sur-Mer
Referens:INSEE

## Bilder

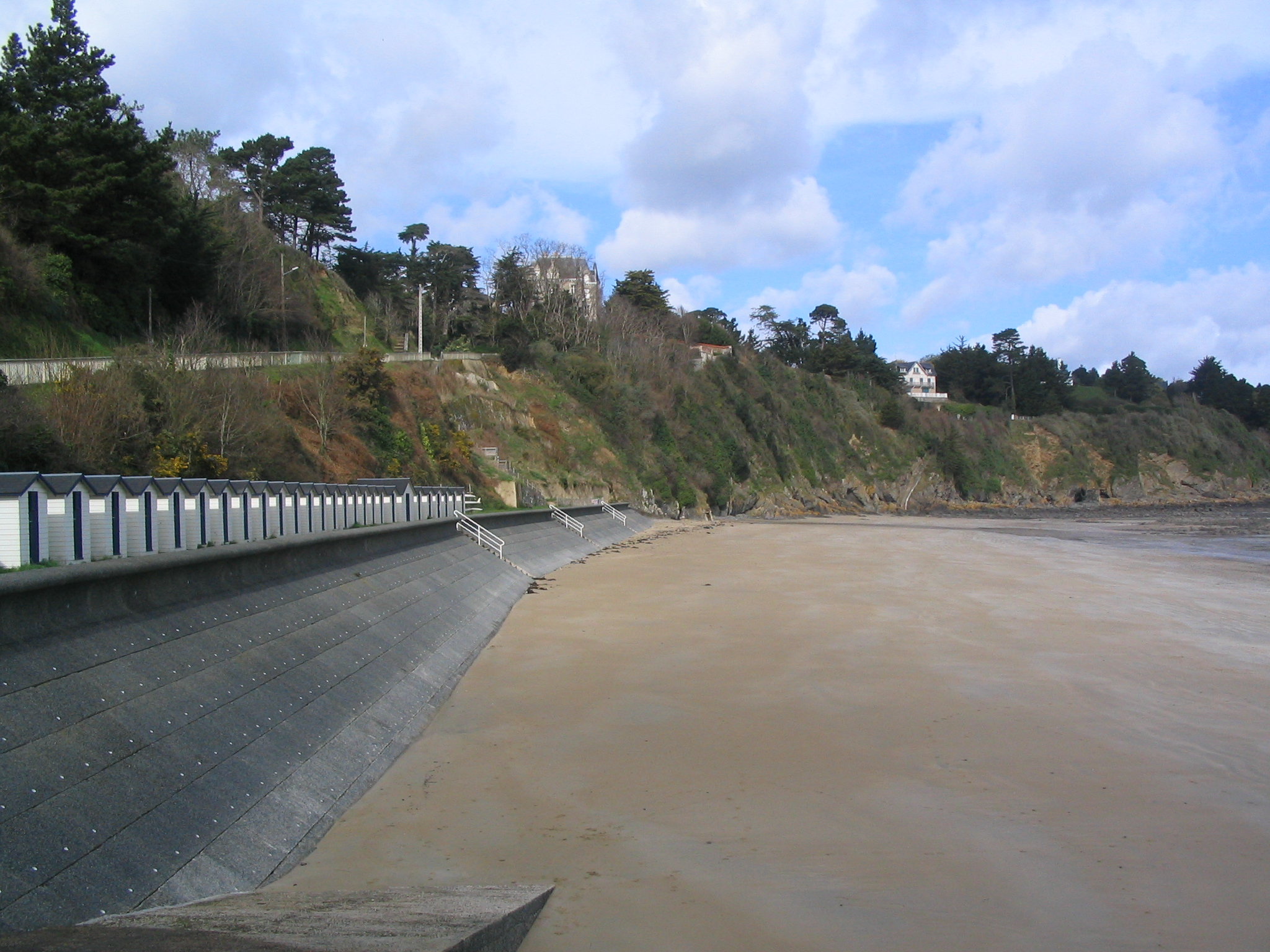
Plage des Godelins.
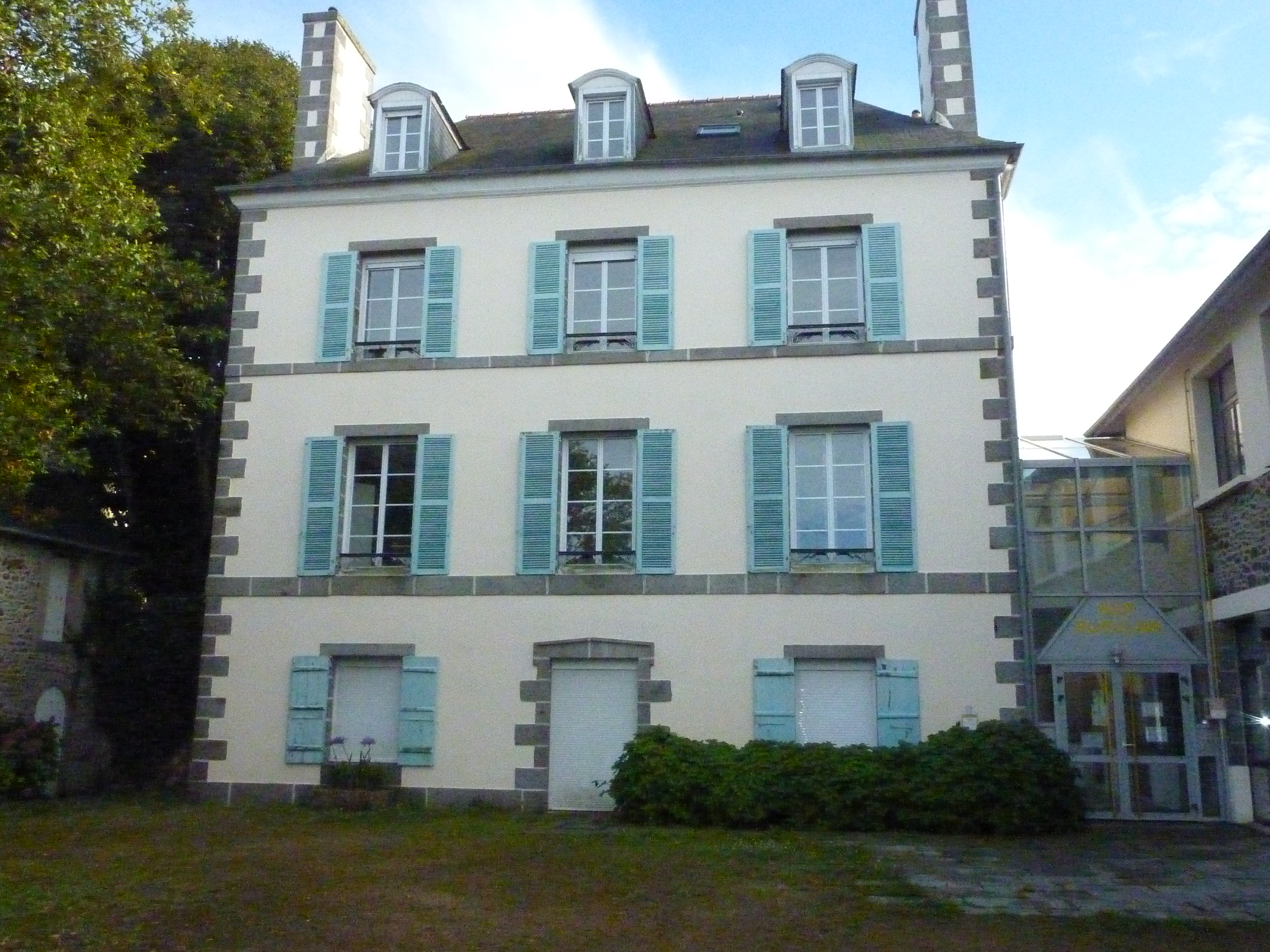
Villa Ker Ruellan.